# Step Up
Step Up är en amerikansk romantisk dramatisk dansfilm från 2006 i regi av Anne Fletcher. I huvudrollerna syns Channing Tatum och Jenna Dewan. Filmen har fyra uppföljare; Step Up 2: The Streets (2008), Step Up 3D (2010), Step Up Revolution (2012) och Step Up All in (2014).

## Handling
Tyler Gage (Channing Tatum) blir efter att ha brutit sig in på Maryland School of Arts och vandaliserat dömd till samhällstjänst och vaktmästare till skolan för att betala skulderna. En balettdanselev på skolan Nora Clark (Jenna Dewan) får upp ögonen för hans street dance. Nora söker desperat efter en danspartner till examenshowen och Tyler erbjuder sig.

## Rollista
- Channing Tatum - Tyler Gage
- Jenna Dewan - Nora Clark
- Mario - Miles Darby
- Drew Sidora - Lucy Avila
- Heavy D - Omar
- Alyson Stoner - Camille Gage
- Damaine Radcliff - Mac Carter
- De'Shawn Washington III - Skinny Carter
- Josh Henderson - Brett Dolan
- Deirdre Lovejoy - Katherine Clark
- Rachel Griffiths - Director Gordan
- Ash Judge - Howie Feltersnatch
- Jamie Scott - Colin

## Soundtrack
1. Bout It - Yung Joc med 3LW
2. Get Up - Ciara med Chamillionaire
3. (When You Gonna) Give It Up to Me - Sean Paul med Keyshia Cole
4. Show Me The Money - Petey Pablo
5. 80's Joint - Kelis
6. Step Up - Samantha Jade
7. Say Goodbye - Chris Brown
8. Dear Life - Anthony Hamilton
9. For The Love - Drew Sidora med Mario
10. Ain't Cha - Clipse med Re-Up Gang och Roscoe P. Goldchain
11. I'mma Shine - YoungBloodZ
12. Feelin' Myself - Dolla
13. 'Til The Dawn - Drew Sidora
14. Lovely - Deep Side
15. U Must Be - Gina René
16. Made - Jamie Scott